# Franchigia (storia)
La franchigia era, nel diritto medievale, l'atto con cui un signore (principe laico o ecclesiastico) concedeva ai suoi soggetti un privilegio consistente in autonomie di vario tipo. Nei documenti era indicata come immunitas, libertas o franchisia.

## Descrizione
Tipico contenuto della franchigia comunale era la facoltà per un centro abitato di costituirsi in Comune, di riscuotere alcune tasse, di assistere il castellano nell'amministrazione della giustizia. Inoltre gli abitanti venivano liberati da servizi personali (corvée) od oneri non decisi col loro consenso.
Tra il XII e il XIV secolo, alcuni Comuni concessero a loro volta franchigie, al fine di popolare il circostante territorio a scopo difensivo, a borghi ai cui abitanti venivano attribuiti gli stessi diritti degli abitanti del Comune che concedeva la franchigia: i borghi franchi.
In italiano, tipici nomi di tali borghi erano, e sono tuttora, Castelfranco e Borgofranco, corrispondenti al francese Villefranche o Francheville.